# Marios Karojan
Marios Karojan, gr. Μάριος Καρογιάν (ur. 31 maja 1961 w Nikozji) – cypryjski polityk, w latach 2006–2013 przewodniczący Partii Demokratycznej (DIKO), od 2008 do 2011 przewodniczący Izby Reprezentantów.

## Życiorys
Marios Karojan ukończył nauki polityczne na Uniwersytecie w Perugii we Włoszech. W czasie studiów w 1983 został przewodniczącym Narodowego Związku Studentów Cypryjskich.
Od początku swojej działalności politycznej związał się z centrową Partią Demokratyczną (DIKO). Początkowo stał na czele jej organizacji młodzieżowej (NEDIK). W 1988 wszedł w skład jej Komitetu Centralnego, a w 1997 w skład Biura Wykonawczego.
W latach 1991–2001 zajmował stanowisko dyrektora biura przewodniczącego Izby Reprezentantów. Od 2003 do 2006 był dyrektorem biura prasowego prezydenta Tasosa Papadopulos. W wyniku wyborów parlamentarnych w 2006 wszedł w skład Izby Reprezentantów. W październiku 2006 zastąpił Tasosa Papadopulos na stanowisko lidera Partii Demokratycznej. Ugrupowaniem tym kierował do grudnia 2013, kiedy to nowym liderem został Nikolas Papadopulos.
Gdy urząd prezydenta objął dotychczasowy przewodniczący Izby Reprezentantów Dimitrisa Christofiasa, Marios Karojan został w marcu 2008 wybrany na jej nowego przewodniczącego. Funkcję tę pełnił do czerwca 2011, wcześniej w tym samym roku uzyskał poselską reelekcję na następną pięcioletnią kadencję. W 2018 stanął na czele nowego centrowego ugrupowania pod nazwą Front Demokratyczny. Z jego ramienia w 2021 powrócił do cypryjskiego parlamentu

## Życie prywatne
Marios Karojan jest żonaty, ma dwoje dzieci. Jest pochodzenia ormiańskiego.